# Рубен (сэндвич)
Сэндвич Рубен (cэндвич Рубена, Рувим-сэндвич) (англ. Reuben sandwich) — американский гриль-сэндвич, состоящий из солонины, швейцарского сыра, квашеной капусты, русского соуса и кусочков ржаного хлеба. После сборки готовится на сковороде или в ростере (сэндвичнице). Часто ассоциируется с кошерной едой, но не является ею, потому что объединяет в себе мясо и сыр.

## Происхождение

### Reuben Kulakofsky, Blackstone Hotel: Омаха, Небраска
Одна из версий происхождения гласит, что изобретателем сэндвича был Рубен Кулаковский (иногда: Рубин, Кей), еврейский бакалейщик, родившийся в Литве, проживавший в Омахе, штат Небраска. Игрок в покер, на который еженедельно собирались игроки в отеле Blackstone примерно с 1920 по 1935 год. Среди участников, которые называли себя «комитетом», был владелец отеля Чарльз Шиммель. Сэндвич впервые приобрёл местную известность, когда Шиммель включил его в обеденное меню «Блэкстоуна», и его популярность распространилась, когда бывший сотрудник отеля выиграл национальный конкурс с этим рецептом. В Омахе 14 марта был объявлен Днём сэндвича Рубена. Упоминается этот сэндвич в сцене из фильма «Телевикторина», где Ричард Н. Гудвин (Дик) заказывает его и ест в ресторане с Чарльзом ван Дореном, и они обсуждают происхождение сэндвича.

### Reuben’s Restaurant: Нью-Йорк
Согласно другой версии, создателем сэндвича был Арнольд Рубен, немецко-еврейский владелец ресторана Reuben’s Restaurant/Reuben’s Delicatessen (1908—2001) в Нью-Йорке. Согласно интервью с журналистом и ресторанным экспертом Крейгом Клэйборном, Арнольд Рубен создал «Особый Рубен» около 1914 года.
Публицист и драматург Бернард Собел в своей книге «Broadway Heartbeat: Memoirs of a Press Agent» (1953) утверждает, что сэндвич был импровизированным творением для Марджори Рэмбю, когда знаменитая бродвейская актриса посетила ресторан Рубена однажды ночью, а еда закончилась.
В других версиях упоминается Альфред Шойинг, шеф-повар ресторана Reuben’s Delicatessen, и говорят, что он создал бутерброд для сына Рубена Арнольда-младшего в 1930-х годах.

## Вариации

### Монреаль-рубен
В монреальском варианте «Рубена» солонина заменена на копчёное мясо по-монреальски. Известным местом, где подают подобные изделия, является монреальский ресторан быстрого питания Schwarz.

### Тысяча островов
Соус «Тысяча островов» обычно используется вместо русского соуса.

### Рубен с судаком
В «Рубене с судаком» рыба используется вместо солонины.

### Групер-рубен
Групер-рубен — разновидность стандартного сэндвича «Рубен» с рыбой групером вместо солонины и иногда салатом коулслоу вместо квашеной капусты. Этот вариант часто встречается в ресторанах Флориды.

### Яичные роллы Рубена
Яичные роллы «Рубен», иногда называемые «Ирландские яичные роллы» или «Шарики Рубена», используют стандартную начинку сэндвича «Рубен» из солёной говядины, квашеной капусты и сыра, обёрнутые в хорошо прожаренный яичный рулет (ролл, омлет). Как правило, подаются с соусом «Тысяча островов» (вместо русского соуса) в качестве закуски или снэка. Впервые появились в немецком ресторане Mader’s в Милуоки, штат Висконсин, где шеф-повар Деннис Вегнер создал их для летнего фестиваля примерно в 1990 году.

### Рэйчел-сэндвич
Сэндвич Rachel является вариантом, включающим пастрому или индейку вместо солонины и салат из свежей белокочанной капусты (coleslaw) вместо квашеной капусты. В некоторых частях Соединённых Штатов, особенно в Мичигане, этот вариант индейки известен как «Джорджия Рубен» или «Калифорния Рубен», и для его приготовления может потребоваться американский барбекю-соус или французский соус вместо русского соуса. Название, возможно, возникло из песни 1871 года «Рубен и Рэйчел».

### Вегетарианские версии
Вегетарианские версии, называемые «Veggie Reubens», исключают солонину или заменяют её вегетарианскими ингредиентами, включая цуккини, огурцы, «пшеничный белок», грибы, темпе и т. д.

### Кошерный статус
Поскольку «Рубен» сочетает как мясные, так и молочные ингредиенты, он не может быть кошерным. Кошерные версии могут быть приготовлены с использованием немолочного сыра (веганские сыры и пр.) или без мяса или сыра.